# Gai Furi Aculeu
|  | Per a altres significats, vegeu «Gai Furi». |

Aculeu (en llatí Aculeus o Aculeo) era un sobrenom que va usar Caius Furius, qüestor de Luci Corneli Escipió Asiàtic el Vell.
Aculeu va ser condemnat per frau l'any 187 aC. Aculeu no era un nom familiar de la gens Fúria sinó que va ser particular d'aquest personatge.